# Delano South Beach
El hotel Delano South Beach es un complejo turístico de lujo ubicado en Miami Beach, en el estado de Florida (Estados Unidos). Delano era parte de la colección Morgans Hotel Group antes de que SBE comprara MHG. Se encuentra directamente en la playa. Es conocido por su estilo art déco caprichoso y su clientela famosa, y su piscina es una de las pocas piscinas de hotel en Miami Beach donde se permite el topless femenino. En 2007, su diseño le valió figurar en el puesto 39 de la lista America's Favorite Architecture del American Institute of Architects (AIA). El 18 de abril de 2012, el capítulo de Florida de la AIA puso el Delano South Beach en su lista de Arquitectura de Florida: 100 años. 100 lugares.

## Historia
Diseñado por el arquitecto Robert Swartburg, el Delano fue construido en 1947 por Rob y Rose Schwartz. El hotel se utilizó originalmente para viviendas militares. La entonces torre art déco de cuatro alas del Delano era el edificio más alto de Miami Beach. Las renovaciones de 1994 fueron diseñadas por Philippe Starck. El hotel lleva el nombre del presidente estadounidense Franklin Delano Roosevelt.

## Galería

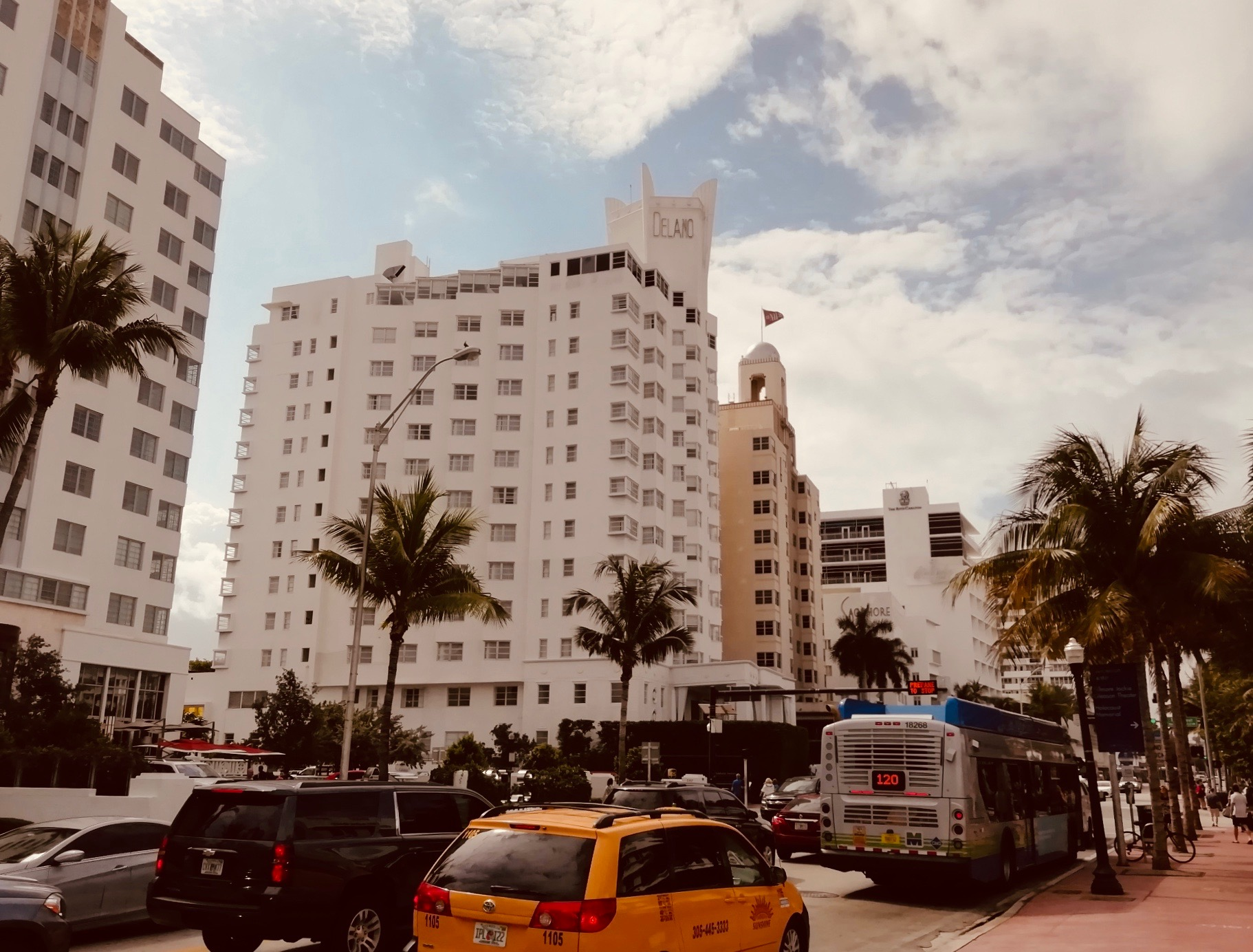
El hotel Delano, South Beach, Miami Beach
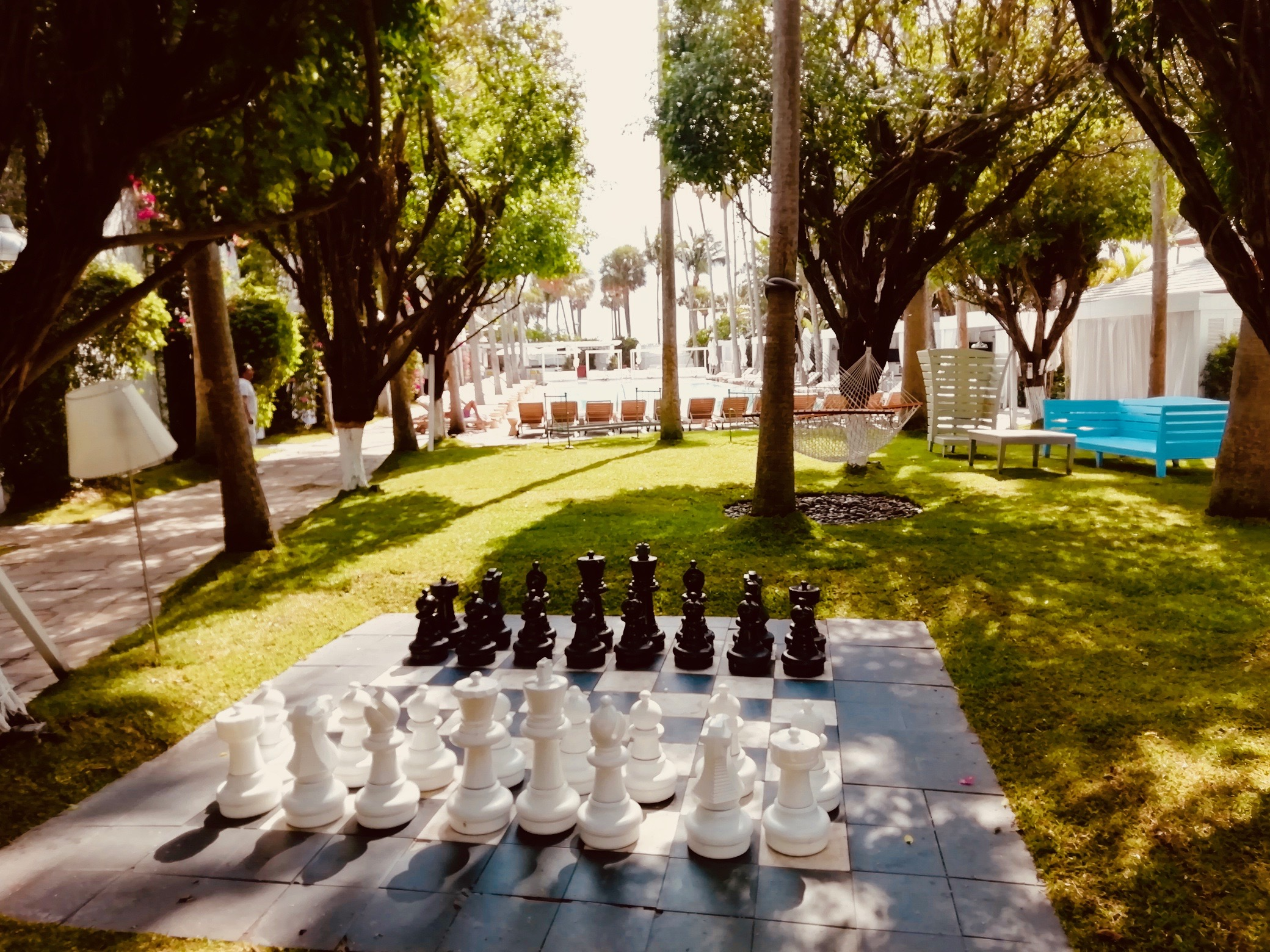
Piscina y jardines
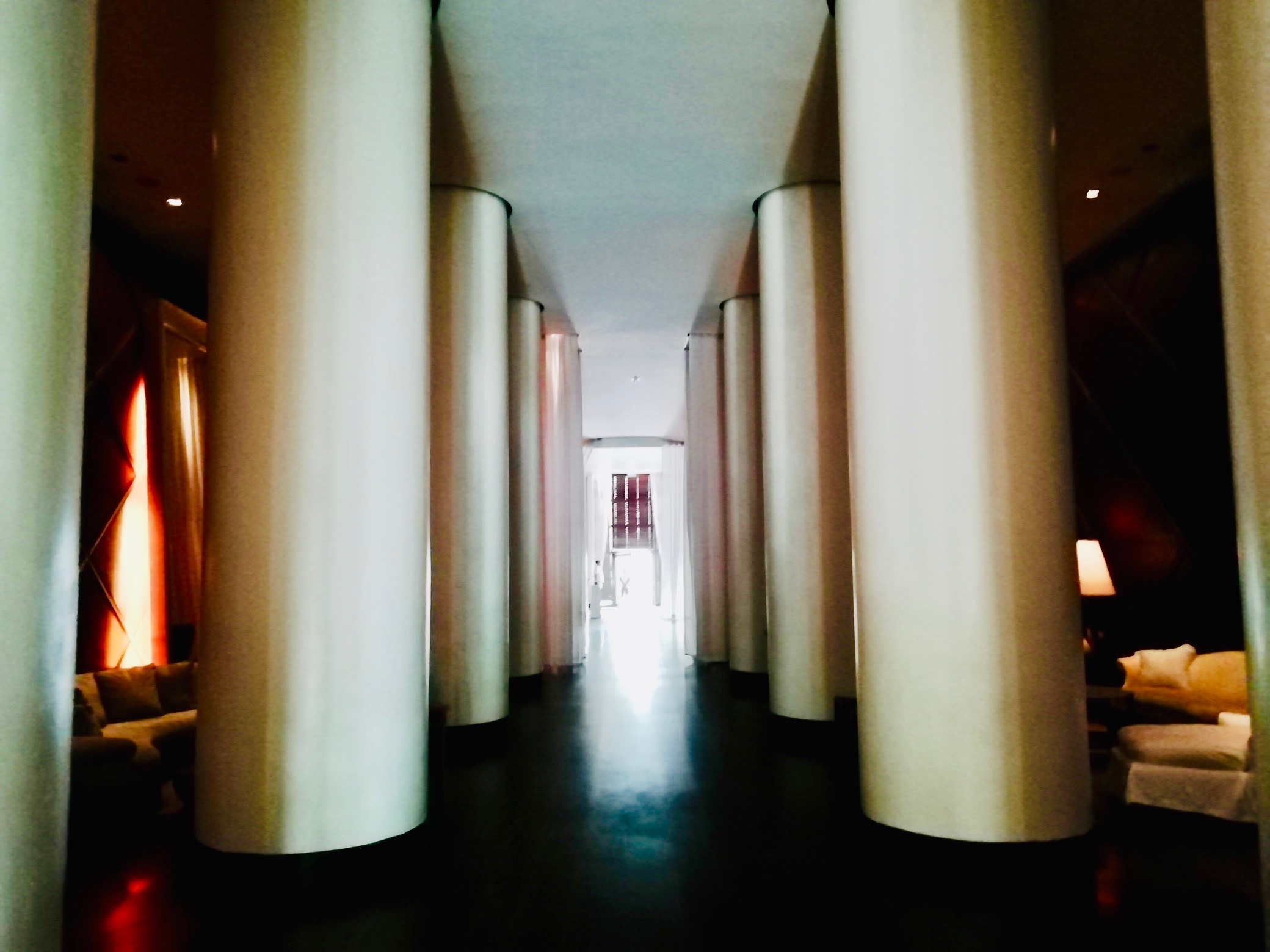
El exótico Karnak Hall
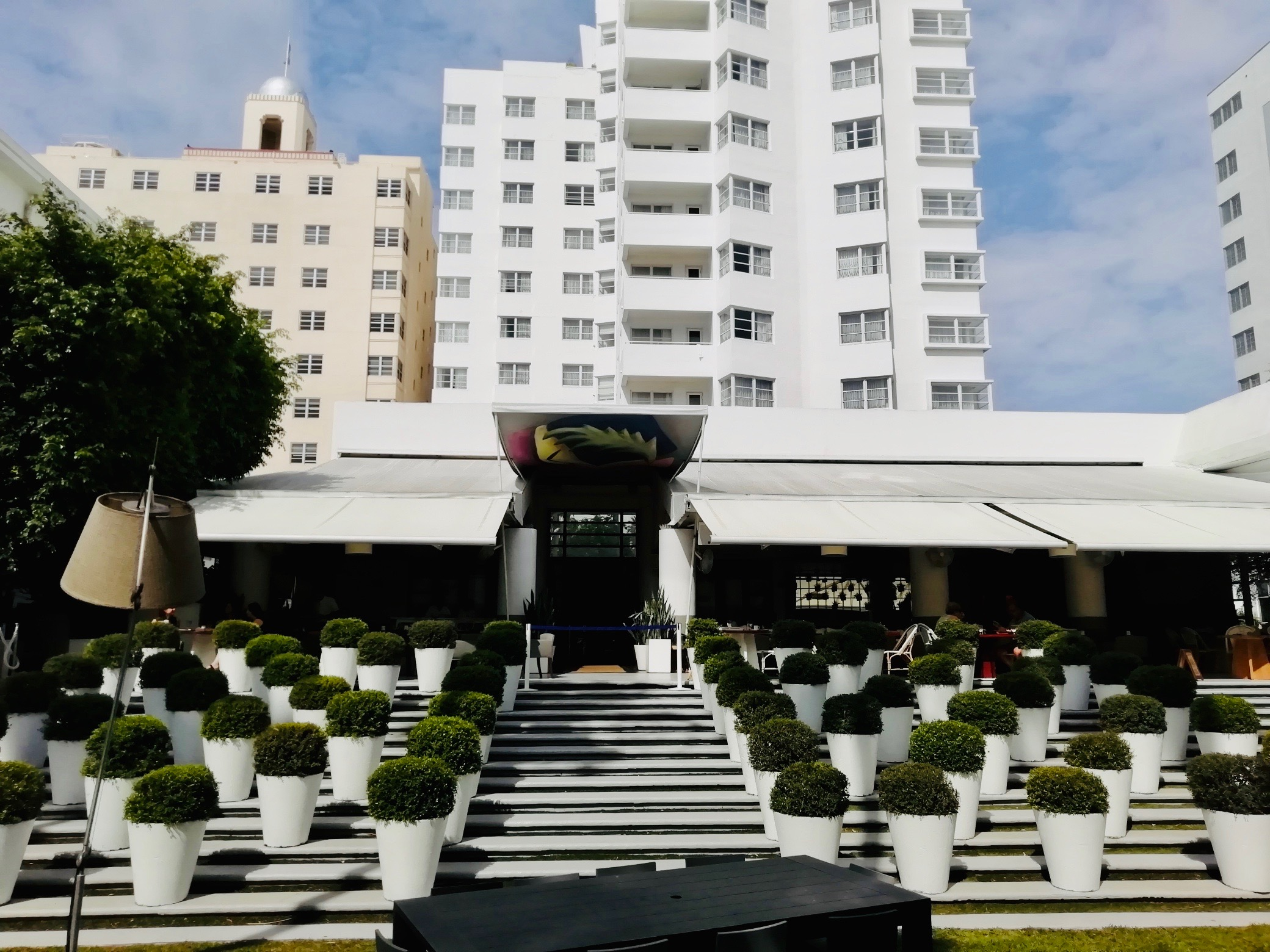
Eescalera del jardín